# Масула
Масу́ла (англ. Masula) — традиційна громада у складі дистрикту Лілонгве Центрального регіону Малаві.
Населення — 84035 осіб (2018).